# Fatima Tihihit
Fatima Banou (en amazic:ⴼⴰⵟⵉⵎⴰ ⴱⴰⵏⵓ; Tamanar, 1969), també coneguda com Raissa Tihihit Mzzin, és una cantant amazic que ho fa en taixelhit.

## Trajectòria
Fatima Banou va néixer l'any 1969 a Tamanar, a prop d'Essaouira, al Marroc, en una família amb 7 fills: 3 germans i 3 germanes. Es va veure obligada pels seus pares a casar-se als 8 anys. Més endavant, es va divorciar i es va casar amb el seu cosí, matrimoni que també es va acabar, i als 15 anys ja era mare soltera de la seva filla.
Raissa Fatima Tihihit va començar la seva carrera musical el 1983. El 1986, va formar el seu propi grup i va col·laborar amb músics famosos com Omar Wahrouch i Ait Bounsir. Fatima Tihihit també és actriu i ha participat en diverses sèries i pel·lícules de la televisió marroquina.